# إليوشن إل-10
إليوشن إل-10 (بالإنجليزية: Ilyushin Il-10)‏ هي طائرة هجوم أرضي أنتجت في 1944. كانت تستخدم بشكل أساسي من قبل القوات الجوية السوفيتية. كان أول طيران لها في 18 أبريل 1944. انتهت خدمتها في 1962. صنع منها 6,166 طائرة.